# 海棠区
海棠区（かいどう-く）は中華人民共和国三亜市に位置する市轄区。

## 地理
市域の東部にある。域内に離島の蜈支洲島がある。

## 歴史
2014年2月、三亜市海棠湾鎮、海棠湾管理委員会が廃止され、その区域をもって海棠区が設置された。

## 行政区画
下部に3社区、19村を直接に管轄する。
- 社区：永寧社区、林旺社区、藤海社区
- 村：藤橋村、竜楼村、営頭村、竜海村、椰林村、東渓村、海豊村、升昌村、青田村、江林村、竜江村、荘大村、林新村、鳳塘村、洪李村、北山村、三竈村、湾坡村、鉄炉村

## 交通

### 道路
- 高速道路
  - 海南地区環線高速道路
- 国道
  - G223国道